# The Crew (film, 2009)
Pour les articles homonymes, voir The Crew.
Pour plus de détails, voir Fiche technique et Distribution.
The Crew est un film de gangsters britannique réalisé par Adrian Vitoria, sorti en 2009.

## Synopsis
Ged Brennan, un gros bonnet du crime, est très méticuleux dans l'organisation de ses braquages. Avec une décennie d'expérience, il a appris à ne prendre aucun risque. Mais lorsqu'un braquage tourne mal et qu'un baron de la drogue est sauvagement assassiné, une guerre des gangs se déclare et l'univers de Ged est plongé dans le chaos.

## Fiche technique
- Titre original et français : The Crew
- Réalisation : Adrian Vitoria
- Scénario : Ian Brady et Adrian Vitoria, d'après le roman Outlaws[1] de Kevin Sampson (en)
- Direction artistique : Colin Taylor
- Costumes : Sarah Ryan
- Photographie : Mark Hamilton
- Montage : Justinian Buckley
- Musique : James Edward Barker (en)
- Production : Ian Brady
- Pays d'origine :  Royaume-Uni
- Langue originale : anglais
- Format : couleur
- Durée : 117 minutes
- Date de sortie : 
  -  Royaume-Uni : octobre 2008 (avant-première au Festival of British Cinema)
  -  France : 12 janvier 2009

## Distribution
- Scot Williams (en) : Ged Brennan
- Kenny Doughty : John-Paul « Ratter » Brennan
- Rory McCann : Anthony « Moby » Brennan
- Stephen Graham : Franner
- Cordelia Bugeja : Debs Brennan
- Mem Ferda (en) : Dusan
- Philip Olivier (en) (V. F. : Sam Salhi) : Paul
- Rosie Fellner : Pamela Thompson
- Raza Jaffrey : Keith Thompson
- Goran Kostic : Lepi
- Colin David Jackson (V. F. : Vincent de Bouard) : Bailey
- Neil Bell (en) : Jimmy
- Tim Dantay (en) : Steady George
- Alison Cain : Marie Brennan
- John Gillon : Ritchie
- Francis Magee : Dermot
- Ryan Orr : Steven
- Rachel Haslam : Sticky Sue